# Каштан Шевченка
Каштан Шевченка — один із найстаріших каштанів Києва. Росте на території Видубицького чоловічого монастиря біля храму  Святого Архістратига Михаїла. Вік дерева 200 років, висота 15 м, обхват стовбура 3,60 м. Каштан — єдине в монастирі старе дерево, яке існувало за часів Т. Шевченка. Великий поет залишив кілька замальовок монастиря. У 2009 р. дерево отримало статус ботанічної пам'ятки природи. У 2012 р. фахівцями Київського еколого-культурного центру було проведено серйозне лікування каштана — запломбовано кілька дупел і міцним капроновим канатом закріплено дві скелетні гілки дерева.
У 2018 році одна зі скелетних гілок зламалась.

## Див. також

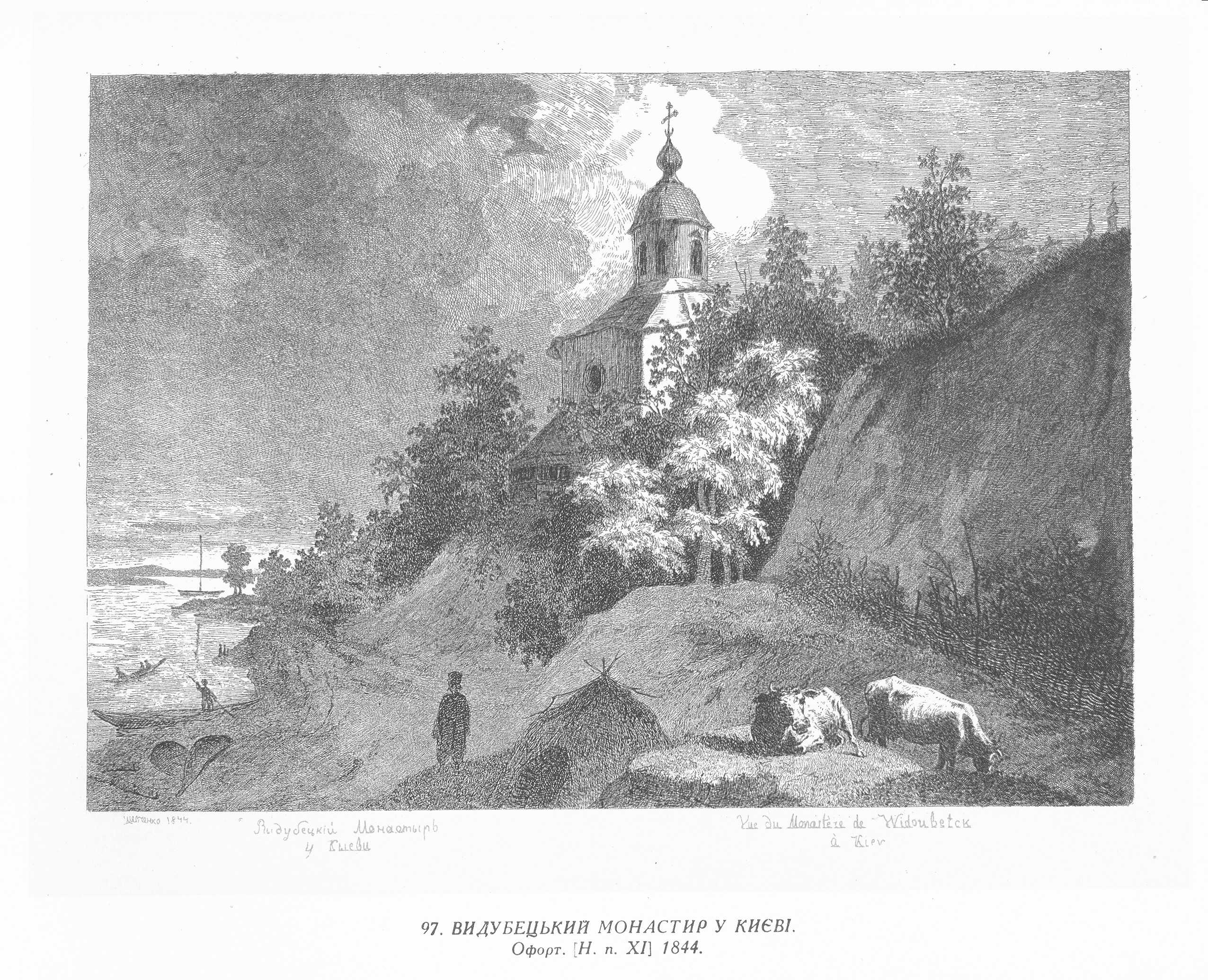
Видубицький монастир. Малюнок Шевченко 1834

## Галерея

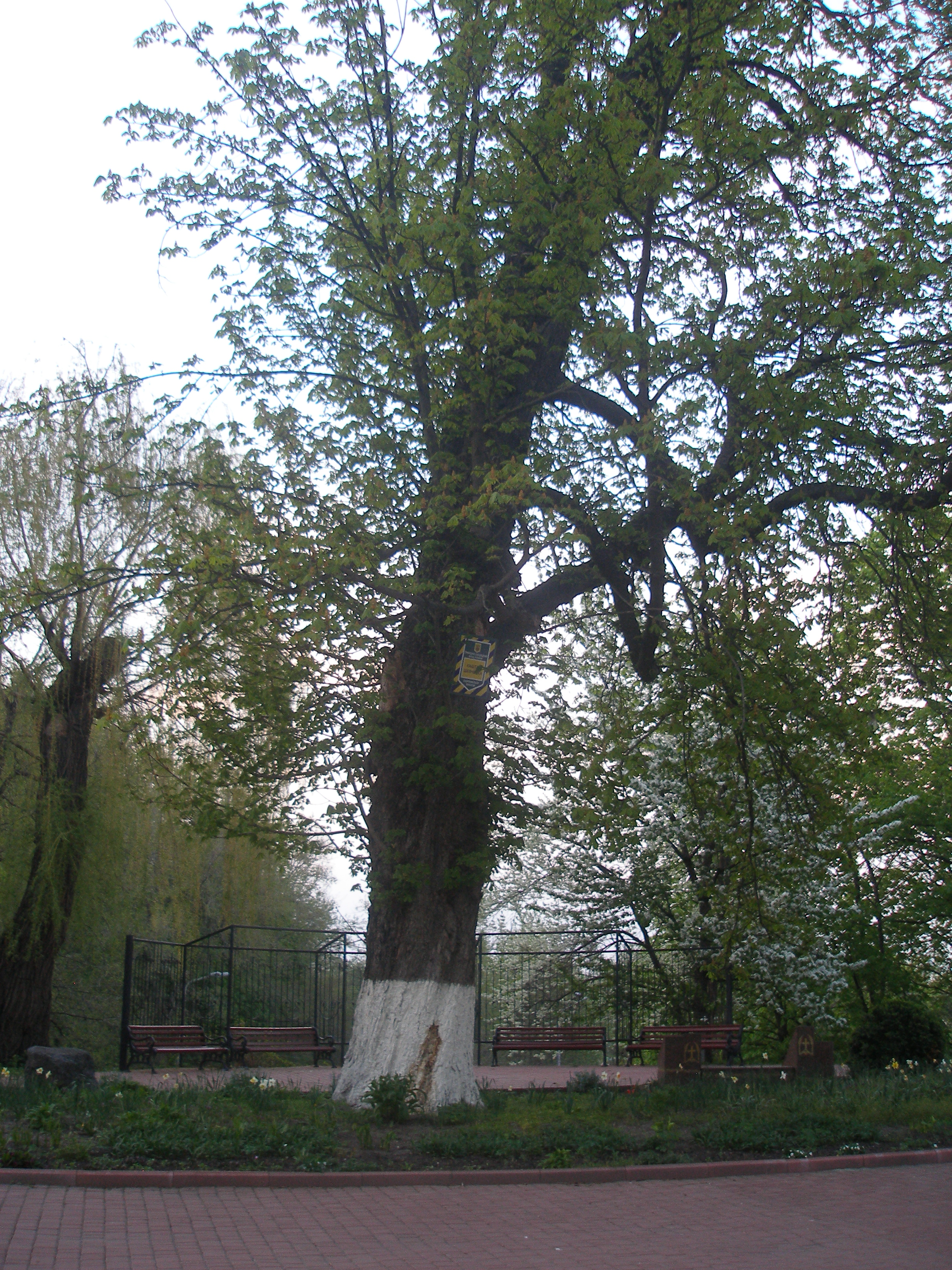
Навесні
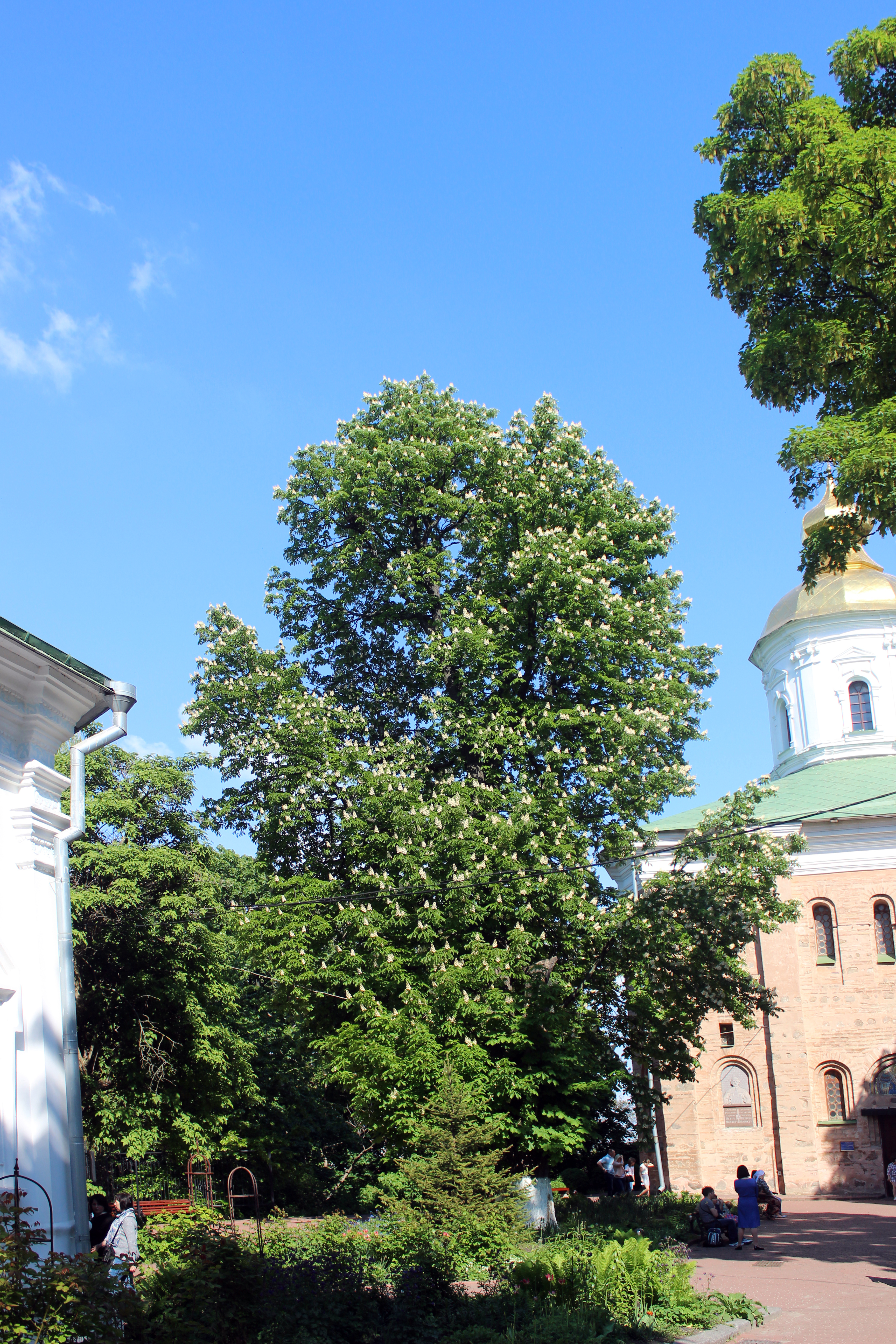
Квіти
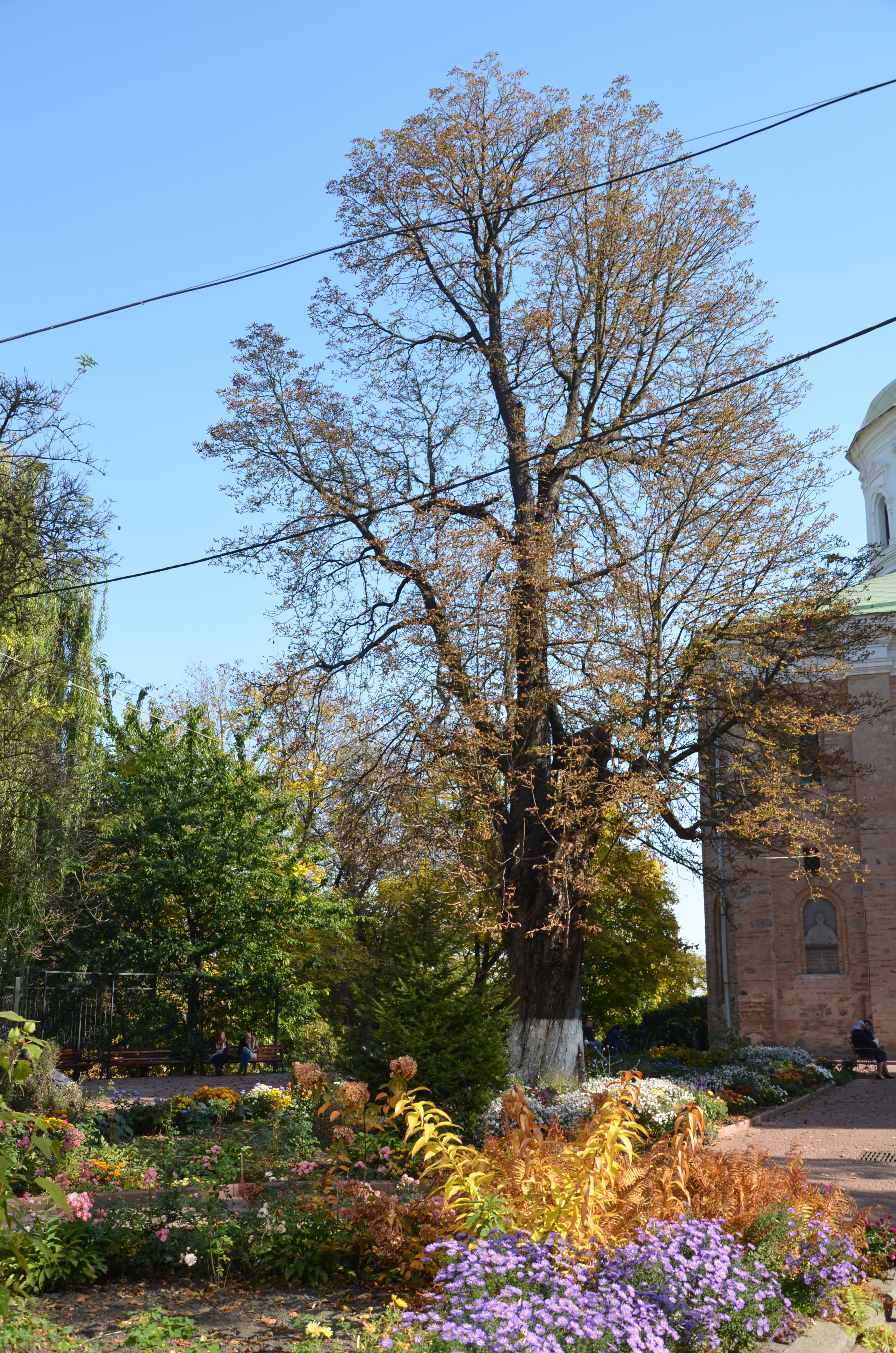
Восени
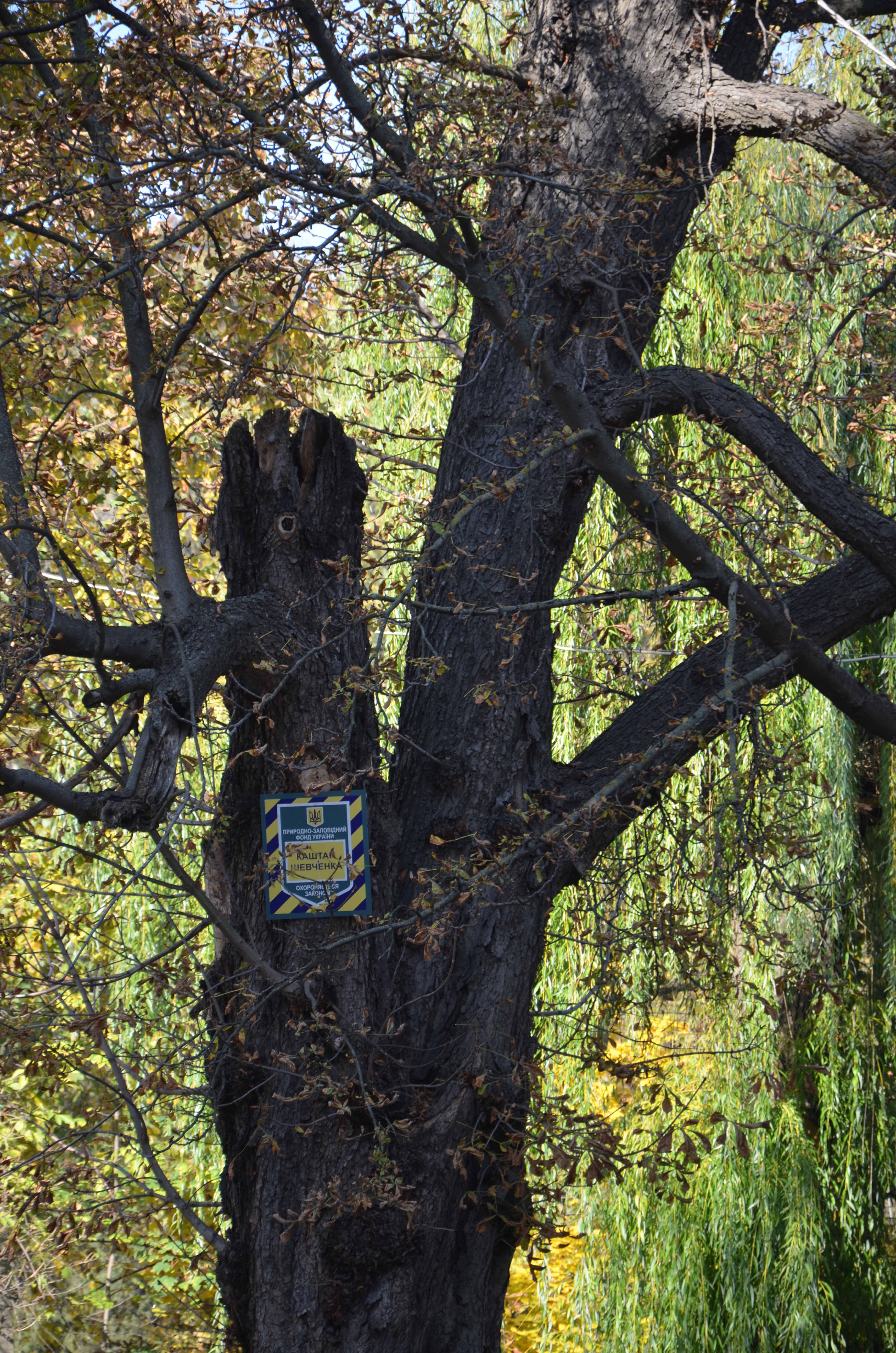
Зламана скелетна гілка